# 亞拉岡的伊莎貝爾 (1470-1498)
伊莎貝拉公主（1470年10月2日—1498年8月15日）是卡斯提爾的公主，雙親為阿拉貢國王斐迪南二世與女王伊莎貝拉一世，也是阿拉貢的凱瑟琳的姊姊。她曾被立為王儲，封號為阿斯圖里亞斯女親王。
伊莎貝拉公主先嫁給了葡萄牙王儲阿方索，前夫過世後，則改嫁給他的叔父葡萄牙國王曼努埃爾一世，後來因為難產而去世。